# Bolognetta (metrostation)

Bolognetta is een metrostation in de Italiaanse hoofdstad Rome. Het station is tussen 2002 en 2006 gebouwd tijdens de ombouw van de smalspoorlijn Rome-Fiuggi. De smalspoorlijn uit 1916 werd tussen 1996 en 2006 deels omgebouwd tot premetro. In 2008 volgde sluiting ten behoeve van de integratie in het metrobedrijf. Sinds 9 november 2014 wordt het station bediend door lijn C van de metro van Rome. 